# 17-ті (власні герцога Кембриджського) улани
17-ті (власні герцога Кембриджського) улани (англ. 17th (Duke of Cambridge's Own) Lancers) — кавалерійський полк Британської армії сформований у 1759 році як легкий драгунський. У 1822 році переформований в уланський, а у 1922 об'єднаний з 21-ми уланами у 17-ті/21-ші улани.

## Історія

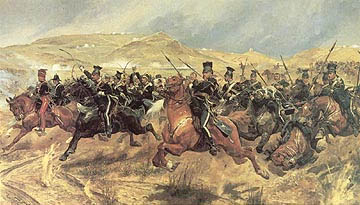
«Атака легкої бригади» під час Кримської війни, Річард Кейтон Вудвіль (1825—1855)

Полк було сформовано полковником Джоном Гейлем 7 листопада 1759 року в Гартфорширі як 18-й полк легких драгуниів, що також був відомий під назвою Легкий конний Гейла.
У 1761 році полк було перенумеровано на 17-й і службу він проходив у Німеччині та з 1764 року в Ірландії. У 1775 році його було відправлено до Америки під час війни з колоніями. Полк взяв участь у битві біля Банкер-Гілл та на Лонг-Айленді, діяв як частина Легіону Тарлетону на півдні, поніс сильні втрати у битві біля Коупенса. У 1783 році офіцер полку, капітан Стаплетон вручив Джорджу Вашингтону донесення про припинення бойових дій.
Після цього полк повернувся до Англії, де перебував до 1795 року, потім був відправлений до Америки для посилення англійських сил, що втрачали позиції у боротьбі з французами.
У 1806—1808 роках полк, як частина союзних сил під час наполеонівських війн, вів невдалі дії в іспанській Південній Америці, зокрема відома невдала спроба захопити Буенос-Айрес.
По поверненні до Англії полк було відправлено до Індії, де у 1817 році він взяв участь у третій Англо-маратхській війні. В Індії полк було перекласифіковано на 17-й полк уланів. Цей вид кінноти, озброєний піками, був введений головнокомандуючим Британської армії герцогом Йоркським, який взяв за зразок польських уланів часів наполеонівський війн.
Восени 1854 р. полк у складі експедиційних англо-французьких сил висадився в Криму, з чого розпочалася його участь у Кримській війні. Полк входив до складу Легкої бригади генерал-майора лорда Кардігана. Особливо полк відзначився 25 жовтня в ході відомої атаки Легкої бригади під час осади Севастополя. Незважаючи на помилки, які призвели до великих втрат, ця атака змусила росіян відмовитися від прямих сутичок з англійською кіннотою протягом всієї війни. Із 147 людей особового складу полку, наступного дня були здатні до виконання завдань лише 38. З запровадження у 1856 р. відзнаки — Хрест Вікторії, троє військовослужбовців полку були удостоєні цієї нагороди за відвагу виявлену під час цієї атаки.
У грудні 1857 р. полк прибув до Індії, для посилення англійських сил у боротьбі з повстанням сипаїв. За відвагу виявлени під час цих бойових дій офіцер полку — лейтенант Евелін Вуд був нагороджений Хрестом Вікторії. У 1863 р. полк повернувся до Англії. У 1876 р. патроном полку став принц Георг, герцог Кембріджський і полку було додано до назви — «герцога Кембріджського».
У 1879 р. полк брав участь у бойових діях у південно-східних африканських колоніях. Того ж року він відбув до Індії, де перебував до 1890 р., потім вернувся до Англії. З 1900 р. по 1902 р. полк знову вів бойові дії у південній Африці під час англо-бурської війни. У 1900 р. військовослужбовець полку — сержант Бріан Лоренс, був нагороджений Хрестом Вікторії. 1905 р. полк знов був відправлений до Індії, де перебував до початку Першої світової війни.

## Бойові почесті
- Альма[3]
- Балаклава[3]
- Інкерман[3]
- Севастополь[3]
- Центральна Індія[3]
- Південна Африка 1879[3]
- Південна Африка 1900—1902[3]

## Хрести Вікторії
- Лейтенант Евелін Вуд (англ. Lieutenant Evelyn Wood)[4]
- Сержант-майор Джон Берріман (англ. Troop Sergeant-Major John Berryman)[5]
- Сержант-майор Чарльз Вуден (англ. Sergeant-Major Charles Wooden)[6]
- Сержант Джон Фаррелл (англ. Sergeant John Farrell)[7]
- Сержант Брайан Лоуренс (англ. Sergeant Brian Lawrence)[8]